# زعيم الردهة
زعيم الرَّدهة في السياسة المعروفين أيضًا باسم زعيم التجمع هم قادة حزبهم السياسي في سلطة تشريعية.